# Dioptis phelina
Dioptis phelina är en fjärilsart som beskrevs av Felder 1874. Dioptis phelina ingår i släktet Dioptis och familjen tandspinnare. Inga underarter finns listade i Catalogue of Life.